# Alía (kommun)
Alía är en kommun i Spanien.   Den ligger i provinsen Provincia de Cáceres och regionen Extremadura, i den centrala delen av landet, 170 km sydväst om huvudstaden Madrid. Antalet invånare är 964.